# Sumner-Gletscher
Der Sumner-Gletscher ist ein kurzer und breiter Gletscher an der Bowman-Küste des südlichen Grahamlands auf der Antarktischen Halbinsel. Er fließt in nordöstlicher Richtung und mündet westlich des Mount Solus in den unteren Abschnitt des Weyerhaeuser-Gletschers.
Eine erste kartografische Skizzierung aus der Luft nahm der britische Geodät Douglas Percy Mason (1920–1986) vom Falkland Islands Dependencies Survey (FIDS) im Jahr 1947 vor. Im Dezember 1958 erfolgte eine Vermessung des unteren Gletscherabschnitts durch den FIDS. Das UK Antarctic Place-Names Committee benannte ihn am 31. August 1961 nach dem  US-amerikanischen Kapitän Thomas Sumner (1807–1876), der im Jahr 1837 die Standlinie in der Astronavigation einführte.